# Graceland (seriál)
Graceland je americký kriminální dramatický seriál vysílaný na USA Network, který vytvořil Jeff Eastin. První díl měl premiéru 6. června 2013, poslední díl byl odvysílá 17. září 2015.

## O seriálu
Skupina agentů z různých donucovacích orgánů ve Spojených státech, včetně DEA, FBI a ICE, spolu žijí v Jižní Kalifornii ve zkonfiskovaném domě známém jako "Graceland". Je k nim přiřazen nováček Mike Warren, aby zde pokračoval po svém úspěšné studiu na akademii.

## Hrají

### Hlavní role
| Daniel Sunjata      | Paul Briggs, agent FBI a Mikův tréninkový agent |
| Aaron Tveit         | Mike "Levi" Warren, začínající agent FBI        |
| Brandon Jay McLaren | Dale "DJ" Jakes, agent ICE                      |
| Vanessa Ferlito     | Catherine "Charlie" DeMarco, agentka FBI        |
| Manny Montana       | Joe "Johnny" Tuturro, agent FBI                 |
| Serinda Swan        | Paige Arkin, agentka DEA                        |

### Vedlejší role
| Pedro Pascal     | Juan Badillo, agent FBI |
| Jenn Proske      | Abby                    |
| Vincent Laresca  | Rafael Cortes           |
| Gbenga Akinnagbe | Jeremiah Bello          |

## Seznam epizod
| Řada | Díly | Premiéra v USA  | Premiéra v USA | Premiéra v ČR   | Premiéra v ČR     |
| Řada | Díly | První díl       | Poslední díl   | První díl       | Poslední díl      |
| ---- | ---- | --------------- | -------------- | --------------- | ----------------- |
| 1    | 12   | 6. června 2013  | 12. září 2013  | 26. září 2014   | 7. listopadu 2014 |
| 2    | 13   | 11. června 2014 | 10. září 2014  | nebylo vysíláno | nebylo vysíláno   |
| 3    | 13   | 25. června 2015 | 17. září 2015  | nebylo vysíláno | nebylo vysíláno   |